# Graphium fragrans
Graphium fragrans är en lavart som beskrevs av Math.-Käärik 1954. Graphium fragrans ingår i släktet Graphium och familjen Microascaceae.   Inga underarter finns listade i Catalogue of Life.